# Giuseppe Doni
Giuseppe Doni (Vigonza, 13 marzo 1928 – Udine, 31 ottobre 2001) è stato un ciclista su strada italiano.
Professionista dall'ottobre 1948 al 1956, conta la vittoria del Trofeo Matteotti 1953 e cinque partecipazioni al Giro d'Italia.

## Carriera
Passato professionista nell'ottobre 1948 con la Wilier Triestina, corse negli anni seguenti anche per la Fréjus, la Stucchi, la Girardengo e la Torpado. Vinse il Trofeo Matteotti 1953 e il Gran Premio Ceramisti a Ponzano Magra nel 1954; fu inoltre secondo nella decima tappa del Giro d'Italia 1949 e nel Giro del Veneto 1954, e terzo alla Milano-Modena 1951.

## Palmarès
- 1953

Trofeo Matteotti
- 1954

Gran Premio Ceramisti di Ponzano Magra

## Piazzamenti

### Grandi Giri
- Giro d'Italia

1949: 36º
1950: 58º
1952: 83º
1953: 47º
1954: 66º

### Classiche monumento
- Milano-Sanremo

1949: 27º
1950: 9º
1951: 75º
1953: 92º
1954: 13º
- Giro di Lombardia

1948: 19º
1953: 54º
1954: 51º